# Hillsfar
Hillsfar is een computerspel uit 1989. Het spel is ontwikkeld door Westwood Associates en uitgegeven door U.S. Gold. Het spel is een rollenspel waarbij de naam van het spel terugslaat op de stad waar het spel zich afspeelt. Het spel bestaat uit twee facetten, namelijk taken vervullen en puzzels oplossen.

## Platforms
| jaar | platform                         |
| ---- | -------------------------------- |
| 1989 | Amiga, Atari ST, Commore 64, DOS |
| 1990 | PC-98                            |
| 1991 | NES                              |

## Ontvangst
| Beoordeeld door                       | Platform     | Datum         | Score |
| ------------------------------------- | ------------ | ------------- | ----- |
| Power Play                            | Commodore 64 | mei 1989      | 80%   |
| ACE (Advanced Computer Entertainment) | Commodore 64 | juni 1989     | 73%   |
| Amiga Format                          | Amiga        | december 1989 | 72%   |
| Amiga Computing                       | Amiga        | december 1989 | 72%   |
| Atari ST User                         | Atari ST     | december 1989 | 70%   |
| Amiga Joker                           | Amiga        | november 1989 | 56%   |
| Joker Verlag präsentiert: Sonderheft  | Amiga        | 1992          | 55%   |
| Joker Verlag präsentiert: Sonderheft  | DOS          | 1992          | 54%   |
| Game Freaks 365                       | NES          | 2006          | 20%   |
| HonestGamers                          | NES          | 12 juli 2004  | 10%   |